# Bol-Gletscher
Der Bol-Gletscher ist ein Gletscher im ostantarktischen Viktorialand. Er fließt von den Cathedral Rocks zwischen dem Darkowski-Gletscher und dem Condit-Gletscher in nördlicher Richtung zum Ferrar-Gletscher.
Das Advisory Committee on Antarctic Names benannte ihn 1964 nach Lieutenant Commander Peter Bol (1909–1958) von der United States Navy, kalvinistischer Geistlicher der Überwinterungsmannschaft der Naval Air Facility am McMurdo-Sund im Jahr 1956.